# Point Bonita Light
Point Bonita Light ist ein Leuchtturm an der Spitze von Point Bonita  (Kalifornische Küste).

## Geschichte
Der Leuchtturm wurde ursprünglich im Jahr 1855 auf einem 300 Fuß (rund 91 Meter) über dem Meer gelegenen Felsplateau errichtet. Das von der Fresnel-Linse zweiter Ordnung erzeugte Licht hatte eine Tragweite von 20 Meilen, war jedoch bei starkem Nebel nicht mehr sichtbar. Deshalb wurde der Leuchtturm im Jahr 1872 näher ans Wasser verlegt. Die zweite Version steht heute auf einer engen Landspitze, etwa 124 Fuß (37 Meter) über dem Wasser. Sie ist mit der Fresnel-Linse des ersten Leuchtturms und zusätzlichen Nebelhörnern ausgestattet und seit 1877 in Betrieb.
Um den neuen Standort erreichen zu können, wurde ein 36 m langer Tunnel von Hand durch harten Fels gehauen. Bis 1940 war der Leuchtturm über einen Pfad erreichbar, der dann aber wegen der Erosion in Meer stürzte. Es wurde zunächst ein Holzsteg angelegt, dessen Benutzung sehr gefährlich war. Daher wurde im Jahr 1954 eine Hängebrücke gebaut, die nach über 50 Jahren verrostet war und im Jahr 2012 durch eine neue Hängebrücke ersetzt wurde. Diese besteht nun aus tropischem Hartholz mit Aufhängekabeln und Befestigungen aus Stahl.
Seit 1981 wird das Lichtsignal automatisch betrieben; damit ist Point Bonita Light der letzte Leuchtturm an der kalifornischen Küste, der in den Automatikbetrieb überführt wurde. An Wochenenden ist der Leuchtturm heute zu bestimmten Zeiten über eine Holzbrücke für Touristen zugänglich. Am 3. September 1991 wurde Point Bonita Light als Historic District in das National Register of Historic Places aufgenommen.